# Татищево (присілок, Дмитровський міський округ)
Тати́щево (рос. Татищево) — присілок у складі Дмитровського міського округу Московської області, Росія.

## Населення
Населення — 410 осіб (2010; 376 у 2002).
Національний склад (станом на 2002 рік):
- росіяни — 96 %